# Truebella tothastes
Espèce
Statut de conservation UICN

 EN  : En danger
Truebella tothastes est une espèce d'amphibiens de la famille des Bufonidae.

## Répartition
Cette espèce est endémique de la région d'Ayacucho au Pérou. Elle se rencontre vers 2 438 m d'altitude dans la cordillère Centrale.

## Publication originale
- Graybeal & Cannatella, 1995 : A New Taxon of Bufonidae from Peru, with Descriptions of Two New Species and a Review of the Phylogenetic Status of Supraspecific Bufonid Taxa. Herpetologica, vol. 51, no 2, p. 105-131.